# Trækfuglene (dokumentarfilm)
|  | Denne artikel er oprettet af botten Steenthbot ud fra en ekstern database. Den kan derfor have sproglige fejl eller mangler. Denne skabelon kan fjernes efter kontrol af indholdet. |

Trækfuglene er en dansk dokumentarfilm fra 1968 instrueret af Jens Bjerg-Thomsen, Leif Ahlmann Olesen og Svend Lerke-Møller.

## Handling
Eigil Holm synops:
Indledning: Trækkende, skræppende gæs.
En forårsdag ved Nissum Fjord: Her ses ryler i flok. Lille kobbersneppe skal til tundraen for at ruge. Der er både fugle i vinter- og sommerdragt.
Gravanden bliver i Danmark om sommeren.
Kortnæbbet gås skal til Svalbard, Island, NØ-Grønland.
Lysbuget knortegås skal til Svalbard.
Sangsvane ruger på Island. Fjeldvågen skal til Lapland.
Filmen skifter til Lapland, hvortil mange trækfugle flyver, og vi ser dem i deres yngleområde: Storspove, Rødstrubet lom, Dobbeltbekkasin, Hvinand (i
fuglekasse), Sortklire, Lille regnspove. Hjejlen ses i fjeldheden.
Kvækerfinke. Sjagger med rede.
Kebnekaise-området vises, så man får indtryk af naturen. Pibeand. Odinshane.
Bjergænder, troldænder, Krikænder, Havlit, Sortstrubet Lom, Lille Kjove,
Dværggås. Fjeldvåge.
Norge: Temminks Ryle. Lunder på fuglefjeld.
Island: Gullfos. Sangsvaner. Gæs ruger på fjeldsider, og ællingerne må lade sig falde 50-75 m for at komme på græs.
Vestjylland, efterår. Tusinder af gæs. Odinshane. Alm. Ryle. Hjejler.
Fuglekøje på Fanø. Ringmærkning. Fugletrækruter.